# Schloss Knau

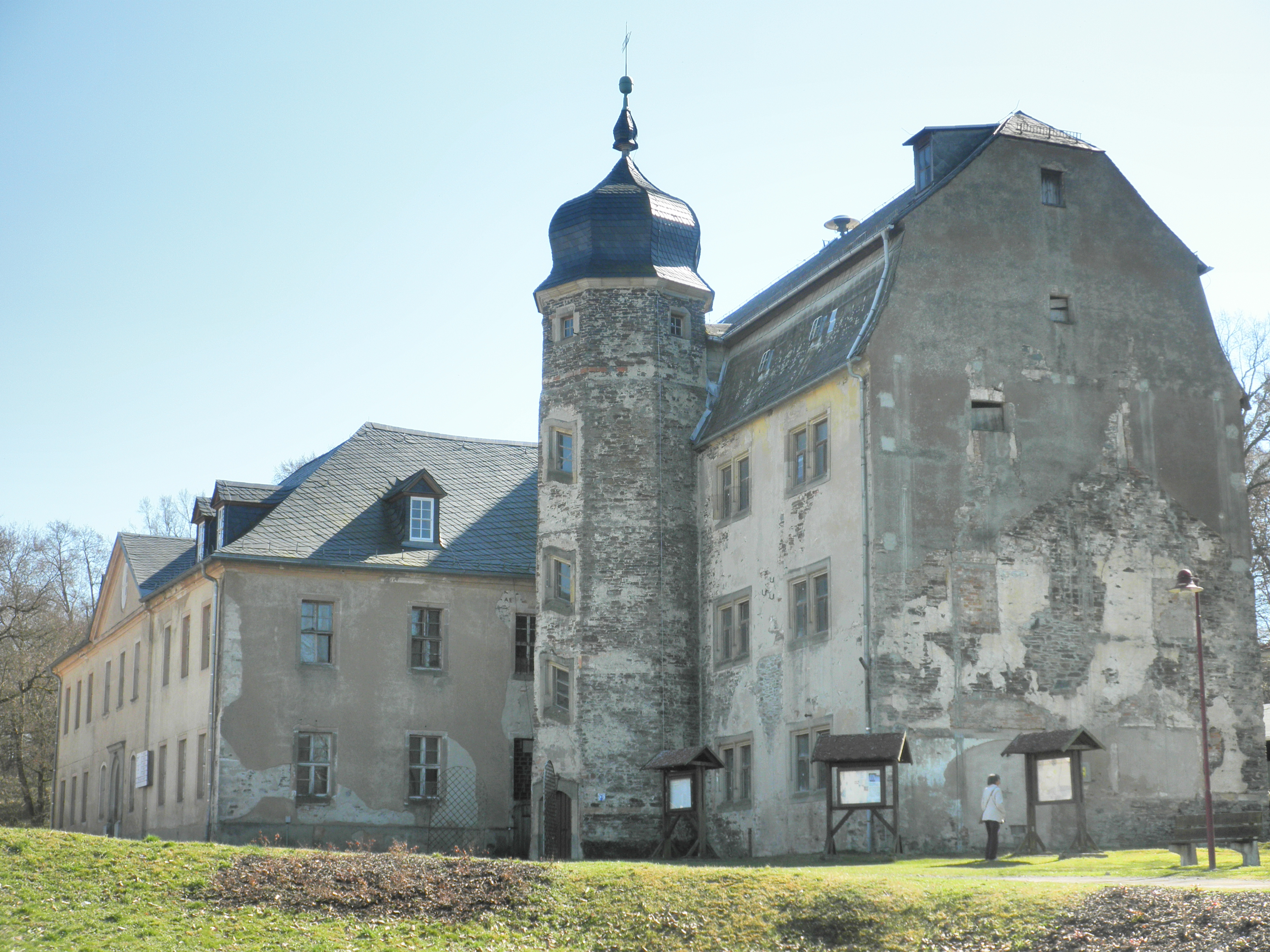
Schloss Knau

Das ehemalige Schloss Knau steht in Knau, einem Ortsteil der Stadt Neustadt an der Orla im thüringischen Saale-Orla-Kreis.

## Geschichte
Das Schloss besteht seit der Mitte des 14. Jahrhunderts. Wie dendrochronologische Untersuchungen an der Holzkonstruktion des Bauwerkes bestätigen, hat bereits ein Vorgängerbau existiert. Hier hatte ein Wirtschaftshof des Saalfelder Klosters bestanden. Zum ersten Mal wird der Gutshof Knau 1522 schriftlich erwähnt. Das alte Schloss wurde zu Beginn des 17. Jahrhunderts von Esaias von Brandenstein im Baustil der Renaissance mit zwei Festsälen errichtet. Im Verlauf der Zeit wechselten die Besitzverhältnisse mehrmals. Der Graf von Hoym fügte dem bestehenden Bauwerk das sogenannte Neue Herrenhaus an. Gegen Ende des 19. Jahrhunderts wurde der Besitz zu einem Mustergut ausgebaut. Im Zuge der Bodenreform wurde das Gut aufgeteilt. Von 1946 bis 1951 befand sich im Herrenhaus die Thüringer Lehr- und Versuchswirtschaft für Schweinehaltung. Danach gab es ab 1952 dort die Sektion für Tierhaltung. 1992 vernichtete ein Brand das Gutsverwalterhaus und die angrenzenden Stallungen.

## Baubeschreibung
Der Gebäudekomplex des ehemaligen Gutshofes besteht aus einem rechteckigen, dreigeschossigen Gebäude aus dem 16. Jahrhundert, dem im südlichen Bereich stehenden polygonalen Treppenturm und einem zweigeschossigen, dreiflügeligen Herrenhaus, das 1798 südlich so angebaut wurde, dass sich ein Vierseithof ergab. Die Fassaden des Schlossbaus hatten ursprünglich aufgeputzte Ecksteine, barock eingefasste Fenster und in der Mitte der Ostfassade einen dreiachsigen Risalit mit Tympanon, in den ein Sitznischenportal, datiert mit 1607, transloziert wurde. Heute ist kein Bauschmuck mehr erhalten.
Das ältere Gebäude hat im Erdgeschoss eine kreuzgratgewölbte Halle, im ersten Obergeschoss einen Saal mit profilierter Holzbalkendecke. Im Saal des zweiten Obergeschosses sind Reste der ursprünglichen Bemalung vorhanden. Das jüngere Herrenhaus ist im Inneren weitgehend durch Umnutzung nach 1945 verändert.